# Plagiognathops microlepis
Plagiognathops microlepis es una especie de peces de la familia de los
Cyprinidae en el orden de los Cypriniformes.

## Morfología
- Los machos pueden llegar alcanzar los 70 cm de longitud total y 3.000 g de peso.[1][2]

## Hábitat
Es un pez de agua dulce y de clima templado.

## Distribución geográfica
Se encuentran en Asia: río Yangtsé,  cuenca del río Amur, río Ussuri y lago Khanka.